# Schmellenberg
Schmellenberg ist ein Ortsteil der Stadt Lennestadt in Nordrhein-Westfalen.

## Geografie
Das Ende Juni 2020 18 Einwohner zählende Dorf liegt südlich des Veischedetales in einer Quellmulde des Schmellenberger Baches, welcher parallel zur Apollmicke verläuft. Nordöstlich liegt die Wallanlage Hofkühl, auf der gegenüberliegenden Seite der Veischede  die Wallburg Jäckelchen.
Der kleine Ort liegt an der Grenze der Stadt Lennestadt zur Stadt Olpe hin, zwischen Kirchveischede und Oberveischede.

## Kapelle

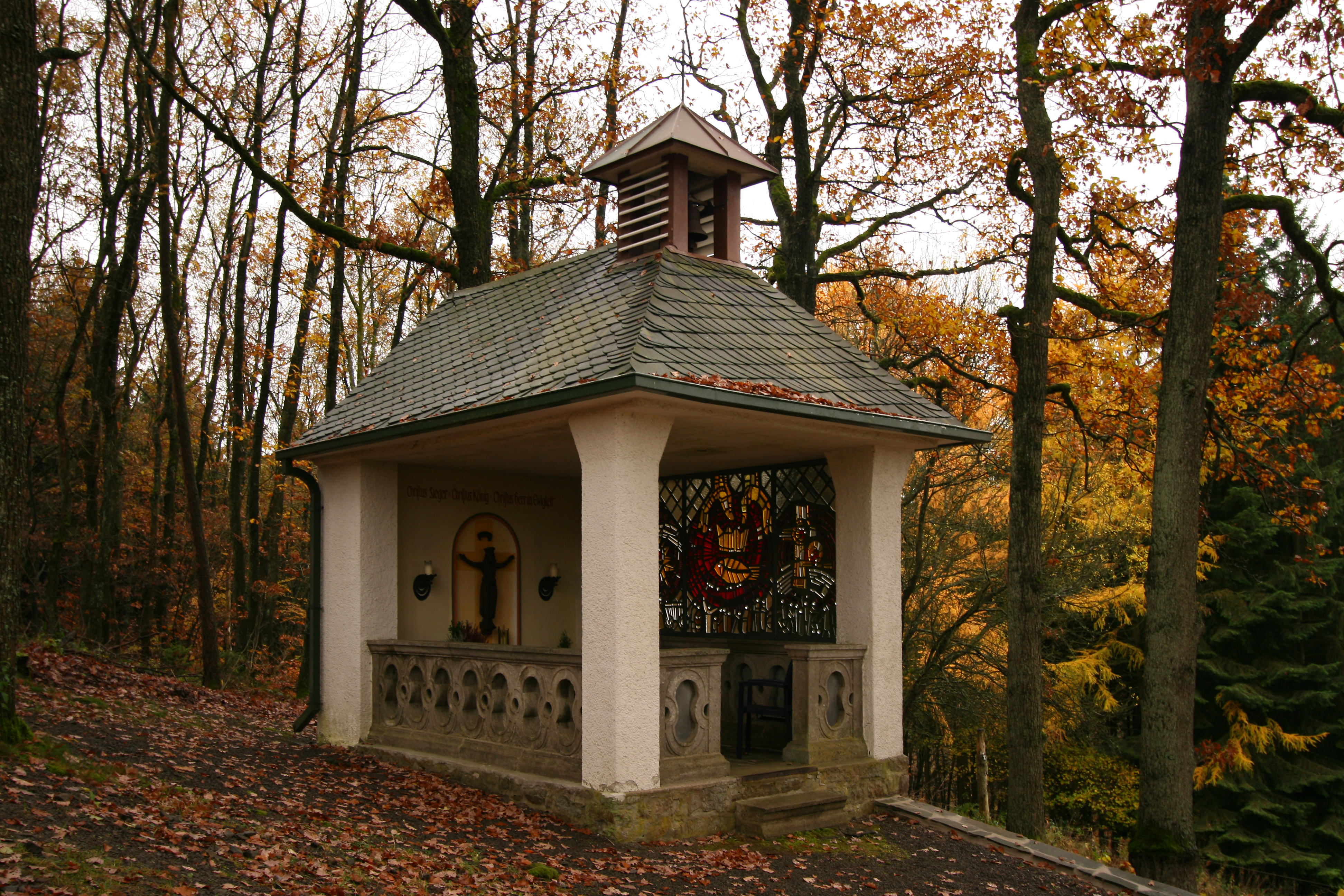
Kapelle in Schmellenberg

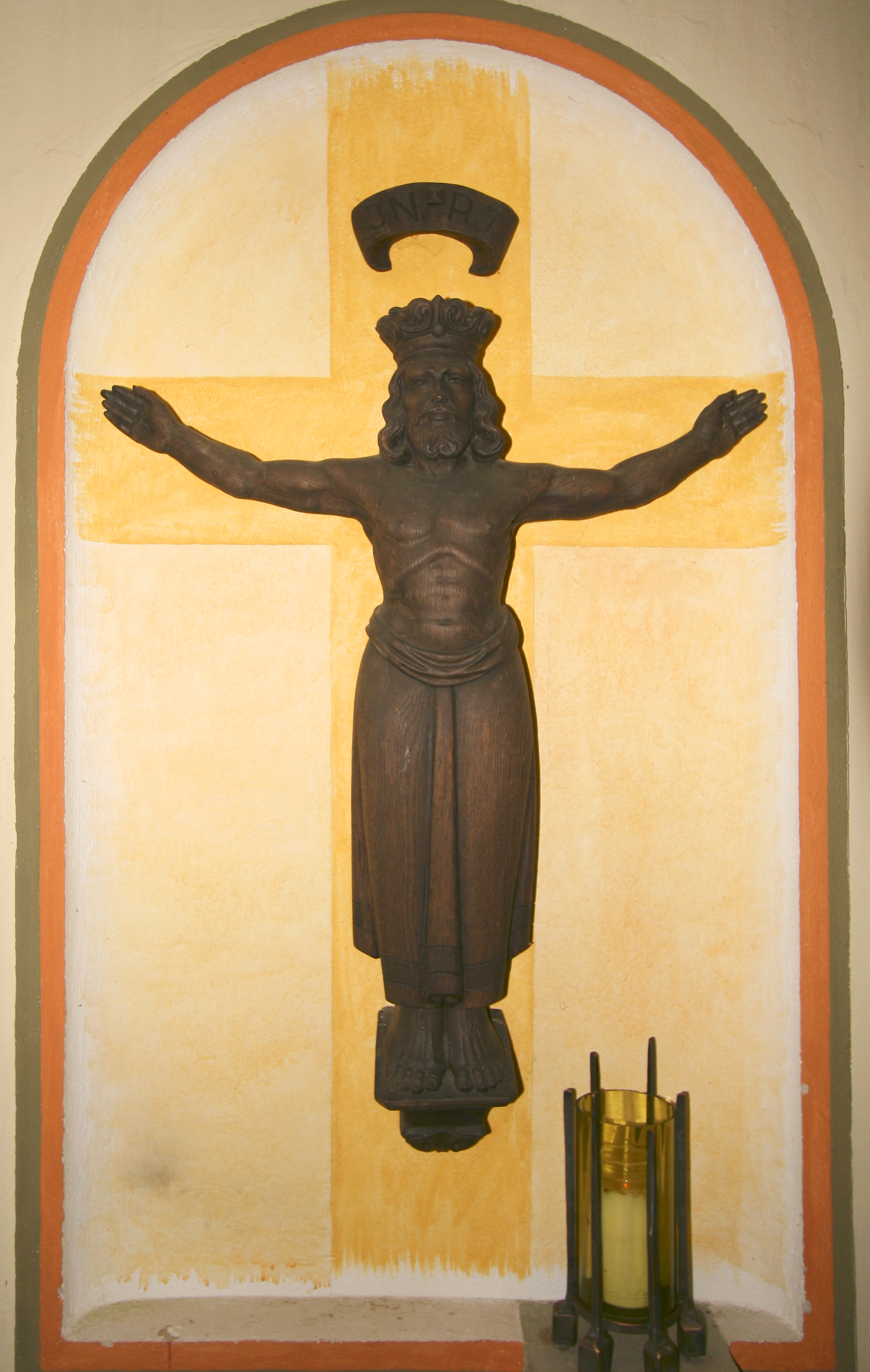
Christusfigur in der Kapelle

Die Schmellenberger Christ-Königs-Kapelle wurde im Jahre 1946 von Bewohnern des Ortes aus Dank für das Ende des Nationalsozialismus erbaut.

## Geschichte
Zahlreiche Rennfeuerschlacken und -öfen sowie obertägiger Abbau von Eisenerz bezeugen eine frühe Eisenverhüttung im Bereich Schmellenberg–Apollmicke.